# Cellulite

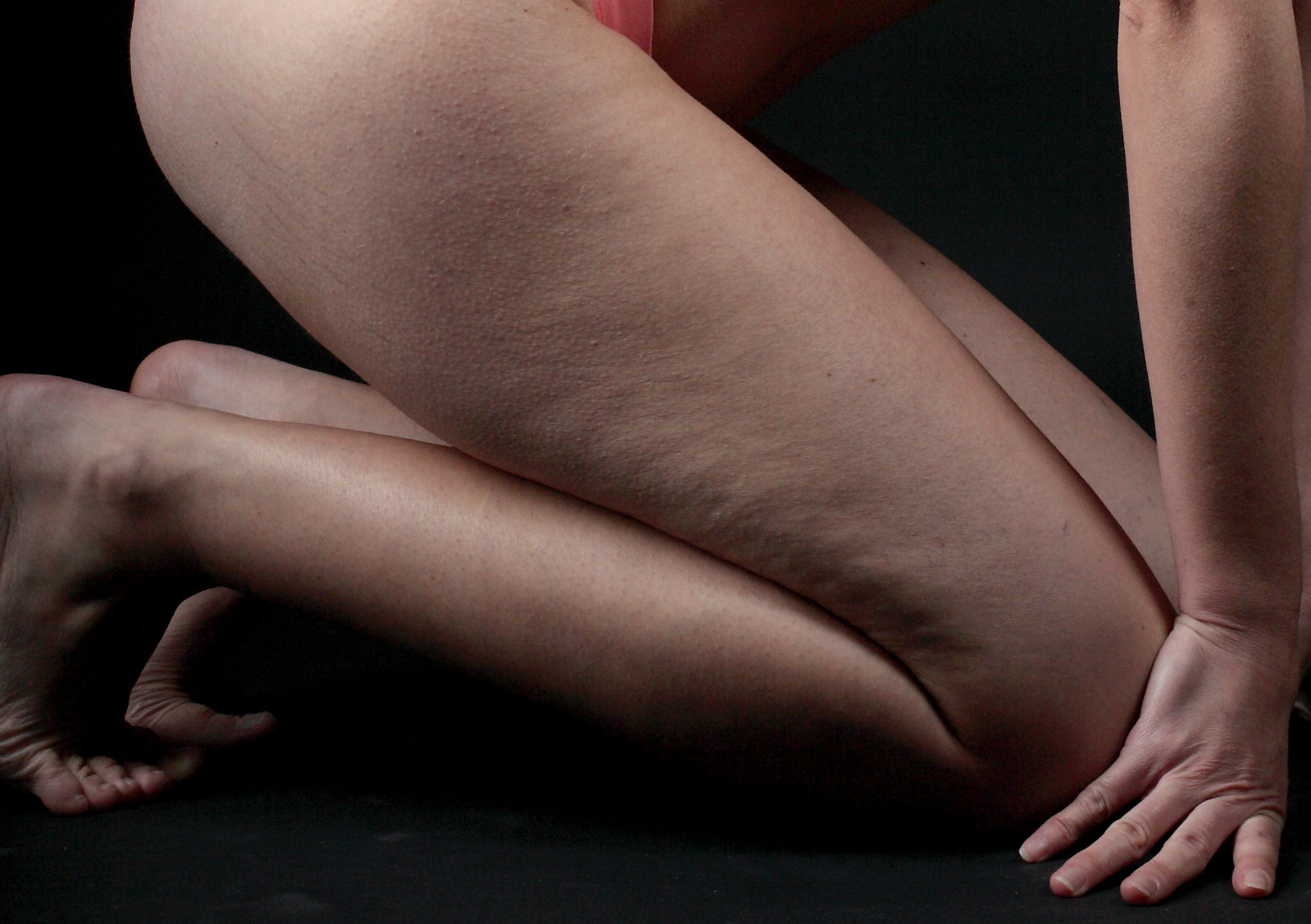
Leicht ausgeprägte Cellulite am Oberschenkel einer Frau im Alter von 28 Jahren.

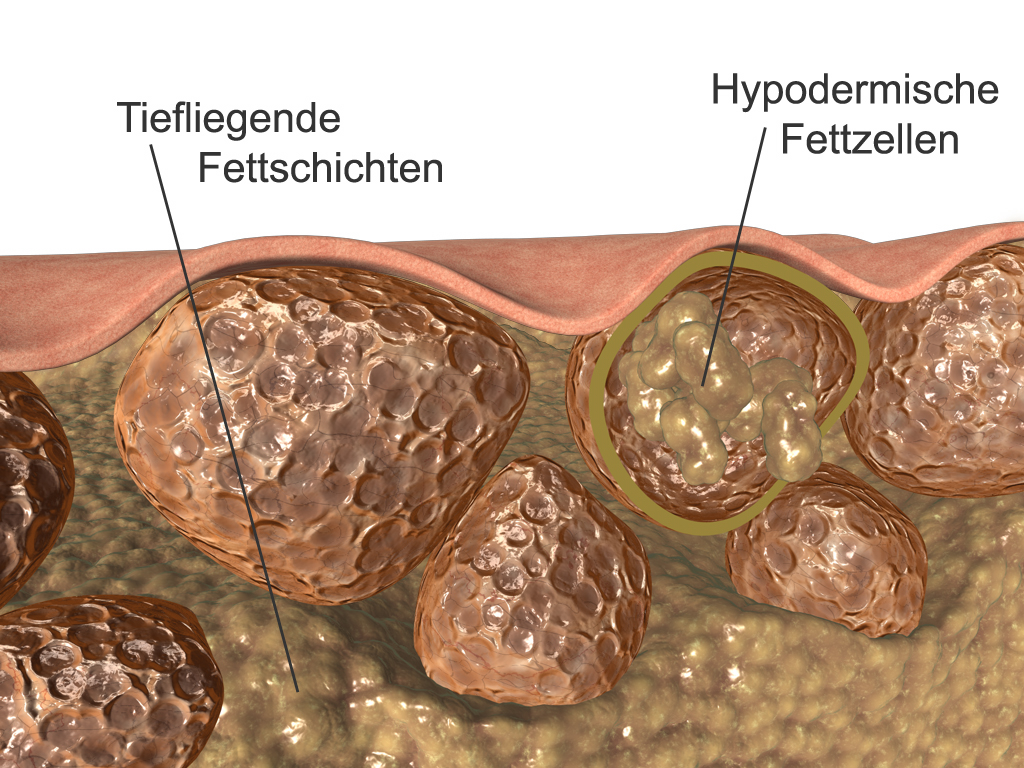
Subkutanes Fettgewebe bei Cellulite (Querschnitt).

Cellulite (Synonyme: Dermopanniculosis deformans, Adipositas oedematosa, Orangenhaut, Apfelsinenhaut oder fälschlicherweise Zellulitis) ist eine konstitutionell bedingte, nicht entzündliche Veränderung des subkutanen Fettgewebes, die im Bereich des Oberschenkels, und des Gesäßes, sowie am Bauch auftreten kann. Die dellenförmige Hautoberfläche erinnert an die Oberfläche einer Orange.
Die Hautveränderungen sind harmlos und verursachen keine körperlichen Symptome, werden jedoch von den Betroffenen in der Regel als unansehnlich wahrgenommen.
Cellulite tritt fast ausschließlich bei Frauen auf, da Männer eine andere Bindegewebestruktur besitzen. Bei Übergewicht oder schwachem Bindegewebe kann die Hauterscheinung schon in jungen Jahren auftreten, mit fortschreitendem Alter sind 98 Prozent aller Frauen (in unterschiedlichem Ausmaß) von Cellulite betroffen.

## Begriffe
Die Bezeichnung Zellulitis oder Cellulitis als ein Synonym für Cellulite ist bis heute in der medizinischen Fachsprache und in der Umgangssprache weit verbreitet. Deutschsprachige Mediziner verwenden den Begriff „Zellulitis“ für:
1. Cellulite, Dermopanniculosis deformans.[3]
2. Entzündung des Unterhautzellgewebes, meist bakteriell-eitrig
3. Fibrositis

Dies ist auch in Fachbüchern oder im Fremdwörterbuch des Dudenverlages zu finden.
Im bekannten Klinischen Wörterbuch (Pschyrembel), das für die medizinische Terminologie im deutschsprachigen Raum maßgeblich ist, steht bis heute nur der Begriff „Zellulitis“, nicht aber „Cellulite“. In der neuesten Ausgabe von 2023 wird „Zellulitis“ dort wie folgt definiert:
„terminologisch ungünstige Bez. f. eine nicht entzündl., konstitutionell bedingte umschriebene Adipositas m. leichter Lymphstauung u. geringer (mukoider) Ödembildung im Bereich des Bindegewebes (sog. Adipositas circumscripta oedematosa)“ (S. 1841).
Aber der Begriff „Zellulitis“ ist aus medizinischer Sicht nicht korrekt, da er einen entzündlichen Prozess zu beschreiben scheint, der nicht vorliegt. Ebenso unglücklich ist der jetzt gebräuchliche französische Begriff Cellulite, der auf Deutsch Zellulitis bedeutet: Als Zellulitis sollte man daher nach Ansicht von Wikipedia in Anlehnung an den anglo-amerikanischen Sprachraum auch im deutschsprachigen Raum nur den durch eine bakterielle Infektion verursachten entzündlichen Prozess des Unterhautgewebes bezeichnen, der bei einer Cellulite nicht vorliegt. Es handelt sich hierbei um ein Paronym.
In deutschsprachigen Ratgeberbüchern wird bereits mehrheitlich der Begriff „Cellulite“ für das hier beschriebene, eher kosmetisch einzustufende Phänomen verwendet, für das es bislang allerdings keine medizinisch ausreichend erforschte Behandlungsmöglichkeit gibt.

## Beschreibung
Die Beschreibung des Erscheinungsbildes unter der Bezeichnung Cellulite kam im englischen Sprachraum Ende der 1960er Jahre auf. Weite Verbreitung erlangte die Vorstellung auch durch Publikationen von Nicole Ronsard. Ihre Beschreibungen der Ursache als Schlacke, die sich im Körper ablagere, haben sich mittlerweile als falsch herausgestellt.
Cellulite entsteht bei Frauen im subkutanen Fettgewebe als Pölsterchen mit leichter Stauung der Lymphe: Das Fettgewebe wird von bindegewebigen Kollagensträngen (Retinacula cutis) in gitterartigen Unterteilungen durchzogen. Diese Strukturen schwellen unter den Hormonveränderungen des Menstruationszyklus mehr oder weniger an und machen so die Form der Kollagenbänder sichtbar. Cellulite ist folglich auch durch das Hormon Östrogen bedingt. Für die alternativmedizinische Behauptung, verantwortlich sei die Ansammlung diverser Stoffwechselprodukte im Bindegewebe (Stichworte Übersäuerung und Entschlackung), gibt es keine wissenschaftlichen Belege.

## Behandlungsversuche
Die Veränderung der Hautoberfläche ist keine Krankheitserscheinung, sondern eine rein ästhetische Eigenschaft. Zur Vorbeugung oder Verminderung sind zahlreiche medizinische, alternativmedizinische und kosmetische Behandlungsmethoden entwickelt worden, von denen jedoch keine vollständig erfolgreich ist. Kosmetisch werden oft drei Stufen des Hautbildes unterschieden:
1. Sichtbare Dellen bei einem Kneiftest.
2. Dellen sind im Stehen, jedoch nicht im Liegen sichtbar.
3. Dellen sind auch beim Liegen zu sehen.

Ohne Nachweis eines therapeutischen Effekts werden folgende Behandlungsmethoden versucht:
- Reduktion des Körperfettanteils durch die Injektions-Lipolyse (Fettweg-Spritze)
- ästhetische Mesotherapie oder Micro-Needling zur Verbesserung der Hautoberfläche
- akustische Wellentherapie: Ultraschallwellen werden in das Behandlungsgebiet eingeleitet
- Lymphdrainage
- Massage mit Papayakernöl[10]
- Behandlung mit Unterdruck in einer speziellen Vakuum-Röhre: Intermittierende Vakuumtherapie
- Anregung der Durchblutung der Haut durch ausreichende Bewegung, Wechselduschen und Bürstmassagen
- Endermologie, mechanische Bindegewebsmassage zur „Hautgymnastik“
- unterstützende Ernährung, beispielsweise Verzehr von Vitamin C, welches durch die Vernetzung kollagener Fasern zur Stärkung des Bindegewebes führen kann
- Meersalz-Bäder
- Körperwickel mit Bandagen straffen das Gewebe
- Kryotherapie (Anwendung extrem niedriger Temperaturen – bis zu −160 °C für eine kurze Zeit) – insbesondere die Ganzkörper-Kältetherapie in einer Kryokammer
- alternativmedizinische Methoden, wie z. B. galvanische Feinstrom-Behandlungen

Da Cellulite tiefe Hautstrukturen betrifft, kann durch Cremes, Salben und ähnliche kosmetische Behandlungen kein Erfolg erzielt werden. Eine erkennbare Wirkung ist nur auf das Einmassieren zurückzuführen. Bei der Fettabsaugung (Liposuktion) wird zwar Körperfett entfernt, die typischen Hautdellen können jedoch bestehen bleiben oder sich erneut entwickeln.